# Norrois

Norrois este o comună în departamentul Marne, Franța. În 2009 avea o populație de 181 de locuitori.